# 麻浩崖墓
29°32′30″N 103°46′18″E / 29.54167°N 103.77167°E

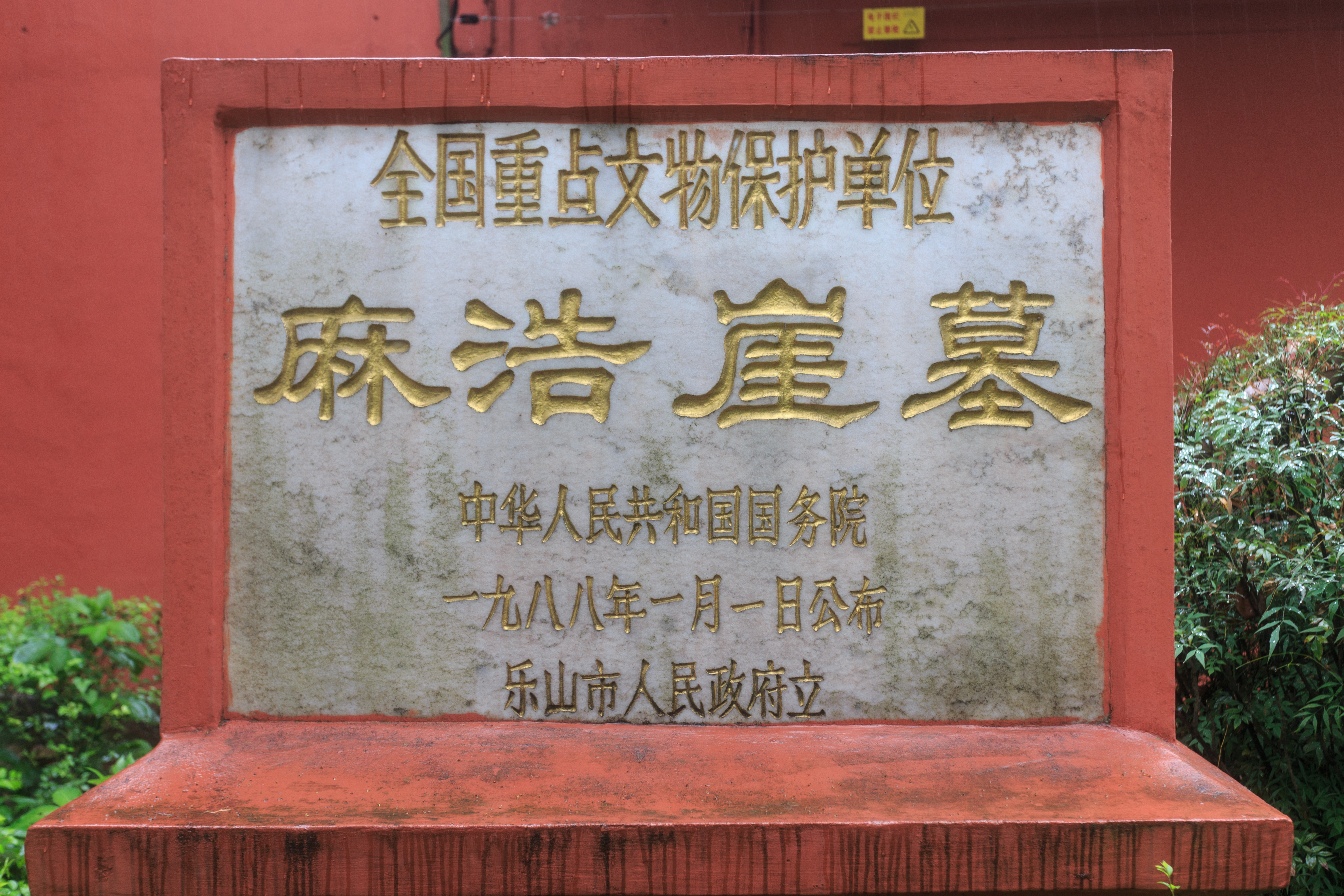
国保碑

麻浩崖墓位于中国四川省乐山市市中区九峰镇明月村麻浩，1956年8月16日公佈為四川省第一批歷史及革命文物保護單位。1980年7月7日重新公佈為四川省第一批文物保護單位。1988年1月13日列為第三批全國重點文物保護單位。
麻浩崖墓地处凌云山南坡，与乐山大佛相邻，从大地湾内至虎头湾东侧，绵延300余米。据乐山市文物部门1985年统计，崖墓总数为330座，时代多属东汉。麻浩崖墓的佛像被认为是中国最早的佛教造像之一。佛像正面坐姿，雕於墓室入口上方，沿襲了印度健馱邏風格，頭頂有肉髻，象徵智慧，頭部有光環。左手持僧衣，右手作施無畏印。
麻浩崖墓選擇的雕刻題材與武梁祠的大致相同，只是武梁祠的東王公與西王母像在麻浩崖墓變成了佛像，反映了東漢時將這些人物視為不死的象徵。

## 外部連結
- 麻浩崖墓的佛像